# 艾蒂安·贝祖
艾蒂安·貝祖（法語：Étienne Bézout，1730年3月31日—1783年9月27日），法國數學家。
他撰写了《代数方程通论》（Théorie générale des équations algébriques），1779年在巴黎出版，书中有不少有价值的新內容，特别是关于消元法和方程根的对称函数。1764年他在《皇家学院历史》（Histoire de l'académie royale）的一篇文章用了行列式，但没有论述其一般理论。